# شهرستان ساری‌سو
شهرستان ساری‌سو (به قزاقی: Сарысу ауданы، سارىسۋ اۋدانى) یک سکونتگاه مسکونی در قزاقستان است که در استان جامبیل واقع شده‌است.

## خصوصیات
شهرستان ساری‌سو  ۴۲٬۸۷۹ نفر جمعیت دارد.